# 1902 en combiné nordique
| Années du combiné nordique : 1899 - 1900 - 1901 - 1902 - 1903 - 1904 - 1905    |
| Décennies du combiné nordique : 1870 - 1880 - 1890 - 1900 - 1910 - 1920 - 1930 |

Cette page reprend les résultats de combiné nordique de l'année 1902.

## Festival de ski d'Holmenkollen
L'édition 1902 du festival de ski d'Holmenkollen fut remportée par le norvégien Olav Bjaaland devant le vainqueur de l'édition 1899 Paul Braaten et son compatriote Sigurd Trønnes.

## Championnats nationaux

### Championnat d'Allemagne
Pour sa troisième édition, l'épreuve du championnat d'Allemagne de combiné est remportée par le Norvégien Thorleif Bache.